# 沃爾特·布勒
沃爾特·勞里·布勒爵士 KCMG（1838年10月9日—1906年7月19日）是一名紐西蘭律師和博物學家，是紐西蘭鳥類學界的主導人物。他的著作《紐西蘭鳥類史》（A History of the Birds of New Zealand）於1873年首次出版，1888年出版放大版，成為紐西蘭的經典。

## 生平
布勒出生於布勒帕卡納伊（Pakanae）的衛斯理傳教會紐瓦克（Newark），是曾幫助湯加人民改信循道宗的康瓦爾傳教士詹姆斯·布勒（James Buller）牧師的兒子。他在奧克蘭衛斯理學院接受教育。1854年，他與父母搬到威靈頓，在那裡他與博物學家威廉·斯溫森結為好友。185 年，他被任命為南部省份的原住民專員。1871年，他前往英國，並在內殿律師學院取得律師資格。三年後，他回到威靈頓，從事法律工作。
1862年，他與夏洛特·梅爾（Charlotte Mair）在法納雷結婚。他們共育有四個孩子。
布勒是《紐西蘭鳥類史》（A History of the Birds of New Zealand，1872年—1873年，第二版，1887年—1888年）的作者，該書的插圖由約翰·傑勒德·柯爾曼斯和亨利克·格倫沃爾德繪製。1882年，他出版《紐西蘭鳥類手冊》（Manual of the Birds of New Zealand），作為更便宜的通俗選擇。1905年，他出版兩冊的《紐西蘭鳥類歷史補充》（Supplement to the History of the Birds of New Zealand），使這部著作與時並進。
1875年，布勒被授予聖米迦勒和聖喬治最傑出騎士勳章。1886年11月，他晉升為爵級司令。布勒協助在巴黎世界博覽會的紐西蘭展區建立科學展示，並於1889年11月獲法國總統頒發法國榮譽軍團勳章。
他曾幾次嘗試以自由黨的身份進入國會，但都以失敗告終。他參加了1876年的大選（馬納瓦圖；被現任議員沃爾特·伍茲·約翰斯頓擊敗）和1881年的大選（福克斯頓，他在六名候選人中名列第四），以及1891年蒂阿羅哈選區的補選（被自由黨官方候選人William Fraser擊敗）。
他移民到英國，並於1906年7月19日在漢普郡弗利特逝世，享年67歲。
惠靈頓劇作家尼克·布萊克（Nick Blake）根據布勒的生平撰寫了一部劇作《Dr Buller's Birds》，該劇曾在2006年紐西蘭國際藝術節上首演。

## 榮譽
- 聖米迦勒及聖喬治爵級司令勳章
- 法國榮譽軍團軍官勳章
- 學術棕櫚軍官勳章

## 外部連結
- New Zealand National Library （页面存档备份，存于） Sir Walter lawry Buller
- Encyclopaedia of New Zealand 1966: 的存檔，存档日期20 September 2006. Sir Walter Lawry Buller
- Illustrations from History of the birds of New Zealand (1873 edn.) （页面存档备份，存于）
- Illustrations from the Supplement to the second edn. of History of the birds of New Zealand （页面存档备份，存于）